# Cobalt(II)-bromid
Cobalt(II)-bromid ist eine chemische Verbindung des Cobalts und zählt zu den Bromiden.

## Gewinnung und Darstellung
Cobalt(II)-bromid kann durch Reaktion von Cobalt mit Brom gewonnen werden.
{\displaystyle \mathrm {Co+Br_{2}\longrightarrow CoBr_{2}} }
Es kann auch durch thermische Zersetzung des Hexahydrates bei 130–150 °C gewonnen werden.
{\displaystyle \mathrm {CoBr_{2}\cdot 6H_{2}O\longrightarrow CoBr_{2}+6\ H_{2}O} }
Ebenfalls möglich ist die Darstellung aus Cobalt(II)-acetat-Tetrahydrat und Acetylbromid.
{\displaystyle \mathrm {Co(CH_{3}CO_{2})_{2}\cdot 4H_{2}O+6\ CH_{3}COBr\longrightarrow } } {\displaystyle \mathrm {CoBr_{2}+2\ (CH_{3}CO)_{2}O+4\ CH_{3}CO_{2}H+4\ HBr} }

## Eigenschaften
Cobalt(II)-bromid ist ein grüner hygroskopischer Feststoff, der an der Luft in das rote Hexahydrat übergeht. In Wasser ist es leicht löslich mit Rotfärbung. Cobalt(II)-bromid besitzt eine Cadmiumiodid-Kristallstruktur. Das rote Hexahydrat zerfließt an Luft. Es gibt über konzentrierter Schwefelsäure oder beim Erhitzen auf 130–140 °C alles Kristallwasser ab. Bei 100 °C gibt das Hexahydrat Kristallwasser ab und geht in das lilafarbene Dihydrat über. Das Dihydrat hat eine Kristallstruktur mit der Raumgruppe C2/m (Raumgruppen-Nr. 12) und den Gitterparametern a = 7,630, b = 8,770, c = 3,765 Å und β = 97,54°.

## Verwendung
Cobalt(II)-bromid kann als Katalysator bei der Oxidation von organischen Verbindungen verwendet werden.